# Kettenrad
Ein Kettenrad ist ein Maschinenelement, das zur Kraftübertragung mit Ketten dient. Ein Kettenrad ist immer mit der eingesetzten Kette abgestimmt. Kettenräder für Rollenketten werden in der Regel wesentlich schmaler ausgeführt als solche für Gliederketten.
Bei Kettenrädern mit weniger als 15 Zähnen verringert sich die Laufruhe des Antriebs, da die Interaktion der Kette mit den einzelnen Zähnen bei kleinen Kettenrädern zu zunehmenden geringen Variationen der Kettengeschwindigkeit, zur Oszillation der Kette,  und schließlich zu Vibrationen führt.

## Kettenräder für Gelenkketten

Rollenkette auf einem Kettenrad

Kettenräder für Gelenk- und Rollenketten sind in der DIN 8192 genormt. Sie dienen zur Kraftübertragung bei Rollenketten nach ISO 606 (früher DIN 8187). Kettenräder nach dieser Norm können als Kettenradscheibe („Form A“) oder als Kettenrad mit einseitig bündiger Nabe („Form B“) ausgeführt werden und zur Aufnahmen von Einfach-, Zweifach- oder Dreifach-Rollenketten ausgelegt sein. Sie werden aus Stahl mit einer Mindestzugfestigkeit von 500 N/mm² oder aus Gusseisen gefertigt. Andere Werkstoffe (z. B. Kunststoff) sind möglich, aber nicht genormt.
Kettenräder für Blockketten besitzen nur halb so viele Zähne wie entsprechende Kettenräder für Rollenketten.

## Kettenräder für Gliederketten

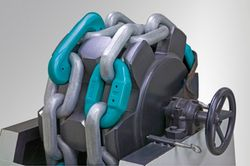
Doppelkettennuss mit zwei Gliederketten

Einfache Ketten, die nicht schnell umlaufen, bestehen oft aus einheitlichen, ovalen Kettengliedern, die jeweils um 90° zueinander versetzt stehen.
Kettenräder für Gliederketten (z. B. Ankerketten) sind nicht genormt. Sie werden als Scheibenrad mit muldenförmigen Aufnahmen für die einzelnen Glieder oder mit ein- bzw. beidseitiger Nabe angeboten.
Diese Kettenräder dienen beispielsweise zum Aufholen von Ankerketten oder zur Fortbewegung von Schiffsfähren und werden auch als Kettennuss bezeichnet.